# Weasdale Beck
Der Weasedale Beck ist ein Wasserlauf in Cumbria, England. Er entsteht am nördlichen Rand eines Gipfelkammes, der von Green Bell im Osten und Randygill Top im Westen gebildet wird. Der Weasedale Beck fließt in nördlicher Richtung und nimmt dabei Wasser von verschiedenen kurzen unbenannten Zuflüssen auf. Bei seinem Zusammenfluss mit dem Sandwath Beck bildet er den River Lune.